# St. Georg (Enzenrieth)
Die denkmalgeschützte römisch-katholische Filialkirche St. Georg befindet sich im Ortsteil Enzenrieth der oberpfälzischen Gemeinde Pirk. Sie gehört seit 1961 zur Pfarrei Auferstehung Christi Pirk.

## Geschichte
Bekannt ist, dass 1143 der Bamberger Bischof Egilbert das Prädium Enzenrieth (praedium Enzenriuz), innerhalb des Luher Königsforstes gelegen, dem Kloster Prüfening schenkte. Sollte dazumal bereits eine Kirche bestanden haben, so ist an eine romanische Kapelle zu denken; das St.-Georg-Patrozinium weist zudem auf einen frühen Adelssitz hin. 1441 verlieh der Legat des heiligen allgemeinen Basler Konzils, Kardinal Johannes, zu Nürnberg für büßende Besucher der hiesigen Kapelle einen Ablass von einem Jahr und 40 Tagen.
1434 vermachte Wilhelm der Sigär der Kapelle S. Jörg zu Enczenrewth einen Geldbetrag mit der Auflage, eine ewige Messe für sein Seelenheil zu halten. 1438 schenkt sein Bruder, der Ortsadelige von Enzenrieth Heinrich der Siger, dem Kloster Kastl seinen Sitz und seine Güter zu Enzenrieth für eine ewige Messe in der dortigen St. Georgs-Kapelle, und zwar für sein Seelenheil sowie das seiner Gattin Ursula und seines Sohnes Heinrich sowie aller seiner Vorfahren. Außerdem dingt er sich eine Herrenpfründe, lebenslangen Aufenthalt, Begräbnis und Jahrtag im Kloster aus. Gegen diese Schenkung geht 1439 sein Neffe Ulrich Dreswitzer vor, da zuerst ihm dieses Gut von seinem Onkel versprochen worden sei. Heinrich der Siger hält entgegen, dass Ulrich von Dreswitz eines Tages zu ihm gekommen sei und ihm den Vorschlag gemacht habe, seine Besitzungen gegen Unterhalt und eine ewigen Messe zu übernehmen; das sei aber nicht von ihm ausgegangen. Da Heinrich dies mit einem Eid bestätigen wollte, hat Johann Pfalzgraf bei Rhein und Herzog in Bayern zugunsten des Klosters Kastl entschieden. Heinrich soll als Pfründer erst im Alter von fast 100 Jahren im Kloster gestorben sein. 1446 wurde vom Abt Johann vom Kloster Kastl dem Landgrafen Leopold die Vogtei über seine Güter in Enzenrieth (mit Ausnahme der niederen und der hohen Gerichtsbarkeit) übertragen. Enzenrieth gehörte damit also zum Landrichteramt Leuchtenberg. Dies war später Anlass für mancherlei Zwistigkeiten, bei denen die Leuchtenberger mit Gewalt gegen die Enzenriether z. B. wegen der Nicht-Einhaltung von kirchlichen Feiertagen, wegen des Kirchweihschutzes oder des Wildbannes vorgingen. Bei diesen Auseinandersetzungen hört man auch davon, dass die Leuchtenberger die zwei Glocken der Enzenriether Kapelle mitnehmen wollten und dazu schon die Handwerker bestellt hatten. Der Hofrichter des Klosters von Enzenrieth konnte dies aber verhindern, denn „man schulde dem Landgrafen hinsichtlich der Feiertage keinen Gehorsam“. Auch wegen des Kirchweihschutzes gab es Probleme: Dieser war zur Verhinderung von Raufereien eingerichtet und zur „Beschirmung der Kirchwey“ erhielten der Amtsknecht und seine Helfer ein „Standgeld“, das in 15 Kreuzer bzw. in einer Zehrung im Wirtshaus bestand. Nach einer Verfügung der Regierung in Amberg wird dieses den Bürgern von Leuchtenberg zugeschrieben.
Nach dem Niedergang des Klosters Kastl in der Zeit der Reformation kam Enzenrieth mit seiner Kirche 1560/63 an einen kurpfälzischen Administrator, dann ab 1636 an den Jesuitenorden und 1773 nach der Auflösung des Jesuitenordens wieder an eine kurfürstliche Fundationsverwaltung. 1782 wurde der Ort an den Malteserorden übergeben und kam 1808 an das Königreich Bayern.
Die Kirche war eine Nebenkirche der Pfarrei Luhe und gehörte zum Dekanat Weiden. Wegen der Messstiftung der Siger hat der Pfarrer von Luhe am Georgstag einen Gottesdienst abgehalten und am darauffolgenden Sonntag fand das Kirchweihfest statt. 1961 erfolgt die Umpfarrung der Filialkirche von Luhe nach Pirk.

## Baulichkeit
1609 wird die Kirche bereits als zerfallen bezeichnet. 1622 wird an den Herzog Maximilian die Bitte herangetragen, das Kloster Kastl möge die Kirche zu Enzenrieth wieder aufbauen, damit darin wieder eine Messe abgehalten werden könne. Vermutlich ist dies aber erst in der Zeit der Jesuiten, die ja auch das Kloster Kastl übernommen hatten, erfolgt (nach 1636). Zumindest das Christusmonogramm auf dem früheren Altarbild (ebenso auf dem Schloss Enzenrieth) weist auf die Jesuiten hin. Die Platzierung der Kirche auf dem Kirchberg von Enzenrieth wird so gedeutet, dass dies eine ehemalige Wehranlage mit Graben und Mauer war.
1842 sind die Kirche und das Haus des Kirchenpflegers abgebrannt. 1849 wird die Kirche neu erbaut. 1889 wird die Kirche mit einem neuen Turm samt Blitzableiter versehen.
Die Kirche besitzt heute einen runden eingezogenen Chor und einen Dachreiter, der mit einem Spitzhelm gekrönt ist. Eine umfassende Renovierung fand 1988/89 statt. Hinter der Kirche steht ein großes Holzkruzifix mit einer Muttergottesfigur aus dem 19. Jahrhundert.

## Innenausstattung
Der Altar oder zumindest das frühere Altarbild mit der Darstellung des hl. Georg als Drachentöter ist von 1670 und stammt angeblich aus der alten Kirche. Vor dem heutigen barocken Altar (vermutlich von 1906) mit gedrechselten Säulen und rokokohaftem Muschelwerk befindet sich eine Marienstatue.
Die Kirche besitzt eine neuzeitliche Georgsfigur und auch ein Votivbild von 1642, auf dem dargestellt wird, wie sich Hans Kreßmann von Moosbach nach Enzenrieth verlobt. Ein weiterer St. Georg auf dem Pferd weist einen ungewöhnlichen Kopfschmuck auf: Seine drei Straußenfedern könnten eine Beziehung zu den Federl von Pirk besitzen. An der Nordwand der Kirche befindet sich eine Figur einer Schmerzhaften Maria.

## Glocken
Eine Glocke wurde 1980 bei der Neuanschaffung einer anderen Glocke aus dem Kirchturm genommen und steht heute unter der Treppe zur Empore. Diese alte Glocke wurde den Enzenriethern bei der Einschmelzaktion im Zweiten Weltkrieg belassen. Da sie klanglich mit der neu gegossenen nicht zusammenpasste, musste auch noch eine zweite Glocke beschafft werden. Auf der alten Glocke befindet sich die Darstellung einer sitzenden Madonna mit Kind, vermutlich war sie eine der Maria geweihte Glocke. Es findet sich mit der Aufschrift „Mich goß 1927 Joh. Hahn u. Sohn Landshut-Reichenhall 212“ ein Hinweis auf den Hersteller, die Glockengießerei Johann Hahn.